# Площадь Победы (Якутск)
Площадь Победы — одна из главных площадей города Якутска. Площадь Победы входит в число самых больших площадей в Якутске, на ней находится одно из самых почитаемых в республике памятных мест — мемориальный комплекс «Победа» (1975). Мемориальный комплекс на площади Победы в Якутске был построен в 1975 году — к 30-й годовщине Победы в Великой Отечественной войне 1941—1945 гг. Архитекторы: В. Петербуржцев, И. Слепцов и А. Степанов. Скульптор: Ю. Орехов.
В 1995 году была произведена реконструкция площади Победы. Здесь появилась Триумфальная арка, а в 2005 году мемориальный комплекс дополнил еще один памятник, представляющий собой скульптурную группу из пяти фигур: трех солдат и женщины с ребёнком, отлитых в бронзе.
В теплое время года площадь Победы — оживленное место, сюда приходят на прогулку, для катания на роликах, самокатах, велосипедах.
Монументальный комплекс на Площади Победы включает в себя стелу со всадником, памятные плиты городам-героям, легендарный танк Т-34, часовню и скульптурную композицию «Проводы на фронт».